# ITF feminino de Montreux
O ITF feminino de Montreux – ou Elle Spirit Open, na última edição – foi um torneio de tênis profissional feminino, de categoria ITF W60.
Realizado em Montreux, no sudoeste da Suíça, estreou em 2017 e durou seis edições. Os jogos eram disputados em quadras de saibro durante o mês de setembro.
Em 2024, foi promovido ao circuito challenger.

## Finais

### Simples
| Ano                                                         | Campeã                  | Vice-campeã          | Resultado     |
| ----------------------------------------------------------- | ----------------------- | -------------------- | ------------- |
| 2023                                                        | Anna Bondár             | Anna Gabric          | 6–1, 6–1      |
| 2022                                                        | Tamara Korpatsch        | Emma Navarro         | 6–4, 6–1      |
| 2021                                                        | Beatriz Haddad Maia     | Francesca Jones      | 6–4, 6–3      |
| Torneio não realizado em 2020 devido à pandemia de COVID-19 |                         |                      |               |
| 2019                                                        | Olga Danilović          | Julia Grabher        | 6–2, 6–3      |
| 2018                                                        | Iga Świątek             | Kimberley Zimmermann | 6–2, 6–2      |
| 2017                                                        | María Teresa Torró Flor | Deborah Chiesa       | 4–6, 6–1, 6–2 |

### Duplas
| Ano                                                         | Campeãs                           | Vice-campeãs                        | Resultado         |
| ----------------------------------------------------------- | --------------------------------- | ----------------------------------- | ----------------- |
| 2023                                                        | Amina Anshba Lexie Stevens        | Francisca Jorge Matilde Jorge       | 1–6, 7–5, [12–10] |
| 2022                                                        | Inès Ibbou Naïma Karamoko         | Jenny Dürst Weronika Falkowska      | 2–6, 6–3, [16–14] |
| 2021                                                        | Estelle Cascino Camilla Rosatello | Conny Perrin Eden Silva             | 7–64, 6–4         |
| Torneio não realizado em 2020 devido à pandemia de COVID-19 |                                   |                                     |                   |
| 2019                                                        | Xenia Knoll Mandy Minella         | Ylena In-Albon Conny Perrin         | 6–3, 6–4          |
| 2018                                                        | Andreea Mitu Elena-Gabriela Ruse  | Laura Pigossi Maryna Zanevska       | 4–6, 6–3, [10–4]  |
| 2017                                                        | Xenia Knoll Amra Sadiković        | Michaela Hončová Isabella Shinikova | 6–2, 7–5          |